# کوزه‌شیپوری کلاه‌دار
کوزه‌شیپوری کلاه‌دار (نام علمی: Sarracenia minor)، یا کوزه‌شیپوری کوچک گیاهی است گوشت‌خوار، پایا، خشکی‌زی، علفی و دارای زمین‌ساقه، از سرده کوزه‌شیپوری‌ها. مانند همه کوزه‌شیپوری‌ها، بومی آمریکای‌شمالی است.

## لغت‌شناسی
در سال ۱۷۸۸، اولین توصیف کوزه‌شیپوری کلاه‌دار توسط توماس والتر (Thomas Walter)) نوشته شد. لقب خاص مینور به معنای "کوچک" است و به اندازه معمولی کوزه‌ها اشاره دارد. نام رایج به درپوش مشخصه این گونه اشاره دارد.

## توصیف
شکل معمولی گیاهی نسبتاً کوچک با کوزه‌هایی به ارتفاع حدود ۲۵ تا ۳۰ سانتی‌متر است. شکل مخصوصاً بزرگ، با پارچ‌هایی به ارتفاع ۹۰ تا ۱۲۰ سانتی‌متر در مرداب‌های اکفنوک (Okefenokee Swamp) در مرز بین جورجیا و فلوریدا رشد می‌کند.
لوله‌ها اکثراً سبز هستند، اما می‌توانند در قسمت بالایی مایل به قرمز نیز باشند. گل‌دهی از اواخر اسفند تا اواسط اردیبهشت اتفاق می‌افتد. گل‌ها زرد و بی‌بو هستند. بیش از صد بذر توسط یک کپسول تولید می‌شود.
کوزه‌شیپوری کلاه‌دار و کوزه‌شیپوری طوطی تنها گونه‌هایی در این جنس هستند که از پارچ‌های گنبدی شکل با لکه‌های سفید شفاف استفاده می‌کنند که اجازه ورود نور به داخل کوزه را می‌دهد. پیشنهاد شده است که نوری که از طریق این لکه‌ها می‌تابد، حشرات پرنده را بیشتر به داخل پارچ جذب نموده و از دهانه کوزه دور می‌کند، به روش مشابه کوزه‌کبری کالیفرنیا و دو گونه گیاه‌پارچ، گیاه‌پارچ زرآوندی و گیاه‌پارچ کلوسی. کوزه پر از آب و آنزیم‌های تولید شده توسط گیاه است و به هضم طعمه کمک می‌کند. در طبیعت، کوزه‌شیپوری کلاه‌دار برای مورچه‌ها بسیار جذاب به نظر می‌رسد، اگرچه طیف وسیعی از حشرات پرنده را نیز جذب کرده و می‌خورد.

## توزیع
این گیاه را می‌توان در مناطق شمالی و مرکزی فلوریدا و در جورجیا تا قسمت جنوبی کارولینای شمالی یافت. این گونه جنوبی‌ترین گستره از هر عضوی از جنس کوزه‌شیپوری‌ها را نشان می‌دهد که به جمعیت‌های تکه‌تکه‌شده اطراف دریاچه اوکی‌چوبی در جنوب مرکزی فلوریدا گسترش می‌یابد.

## زیستگاه
در محیط‌های باتلاقی و فاقد مواد مغذی مانند نیتروژن یا فسفر رشد می‌کند.

## آرایه‌شناسی زیرگونه
کوزه‌شیپوری کلاه‌دار جوره کوچک
کوزه‌شیپوری کلاه‌دار جوره اکفنوکی شنل (۲۰۰۲)

## مترادف‌ها
کوزه‌شیپوری ادونکا اس‌ام. (۱۸۰۴)
کوزه‌شیپوری گالتا بارتر. (۱۷۹۱)
کوزه‌شیپوری لاکونوسا بارتر. (۱۷۹۴)
[ کوزه‌شیپوری سفید/ کوزه‌شیپوری کلاه‌دار]
کوزه‌شیپوری کلاه‌دار غیرمؤلف والت سوئیت. (۱۸۳۲) (کوزه‌شیپوری قرمز)
کوزه‌شیپوری وَریولاریس میچ.  (۱۸۰۳)

## نگارخانه

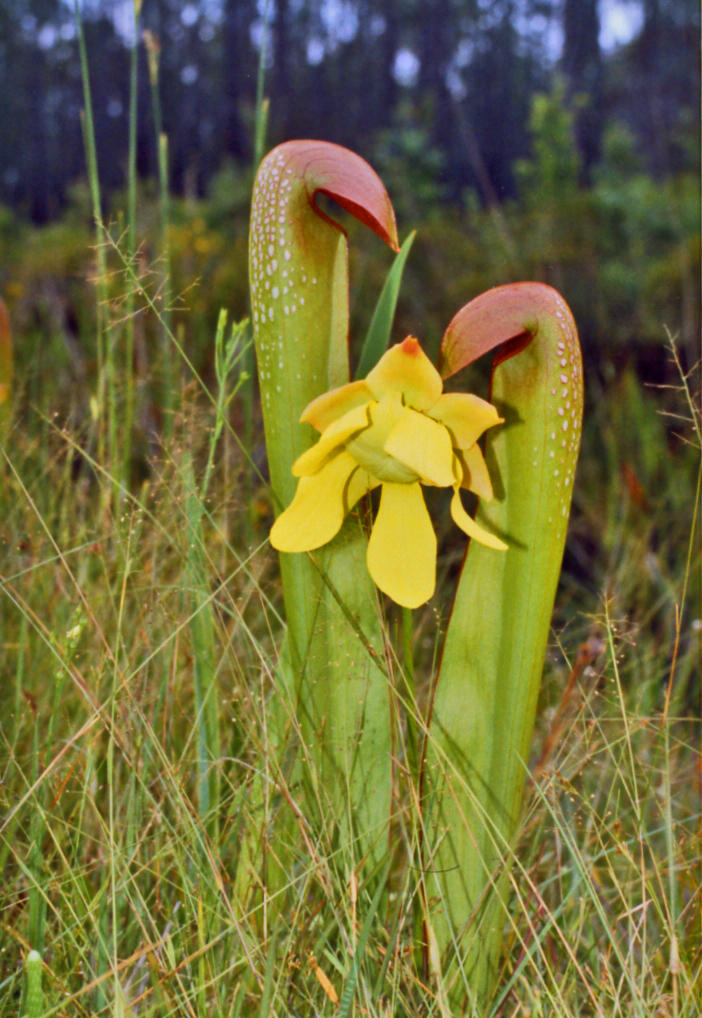
کوزه‌شیپوری کلاه‌دار جوره اکفنوکنسیس در پارک مرداب اکفنوک جرجیا
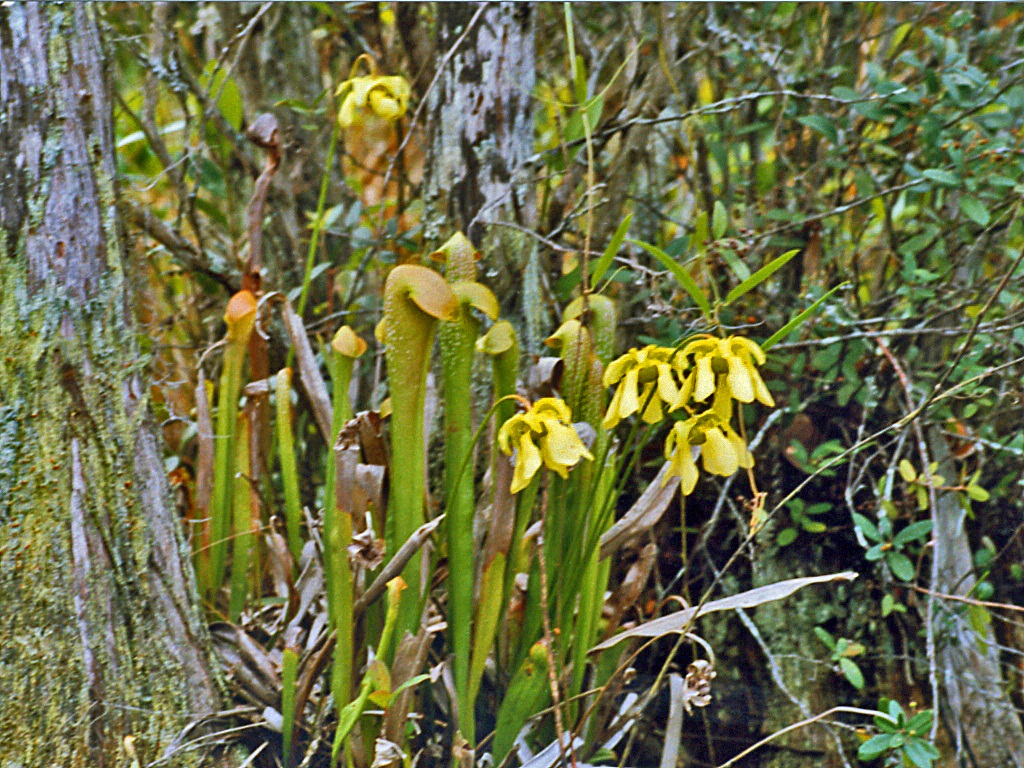
کوزه‌ها و گل‌های کوزه‌شیپوری کلاه‌دار جوره اکفنوکنسیس در پارک مرداب اکفنوک جرجیا
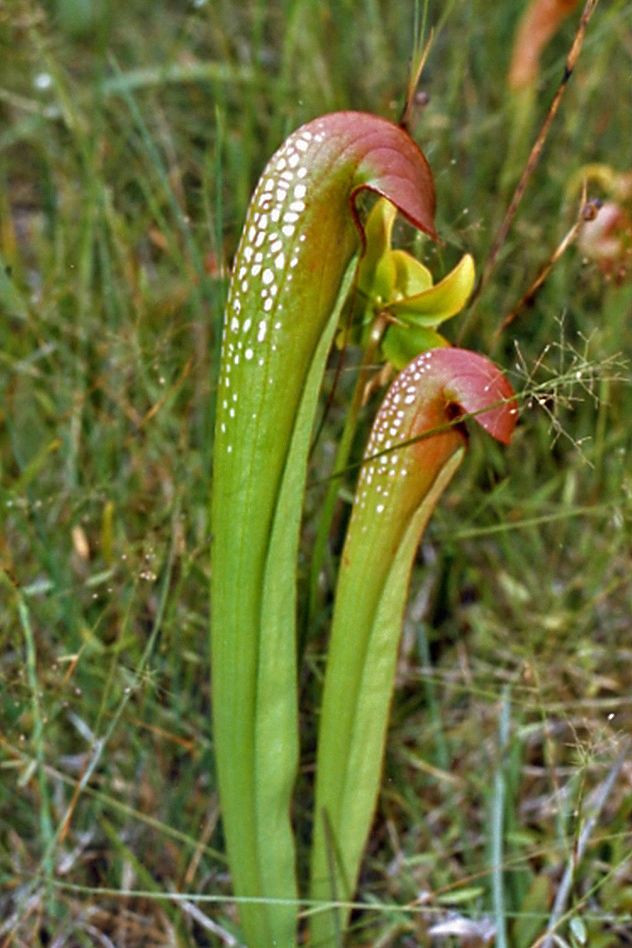
کوزه‌شیپوری کلاه‌دار جوره اکفنوکنسیس
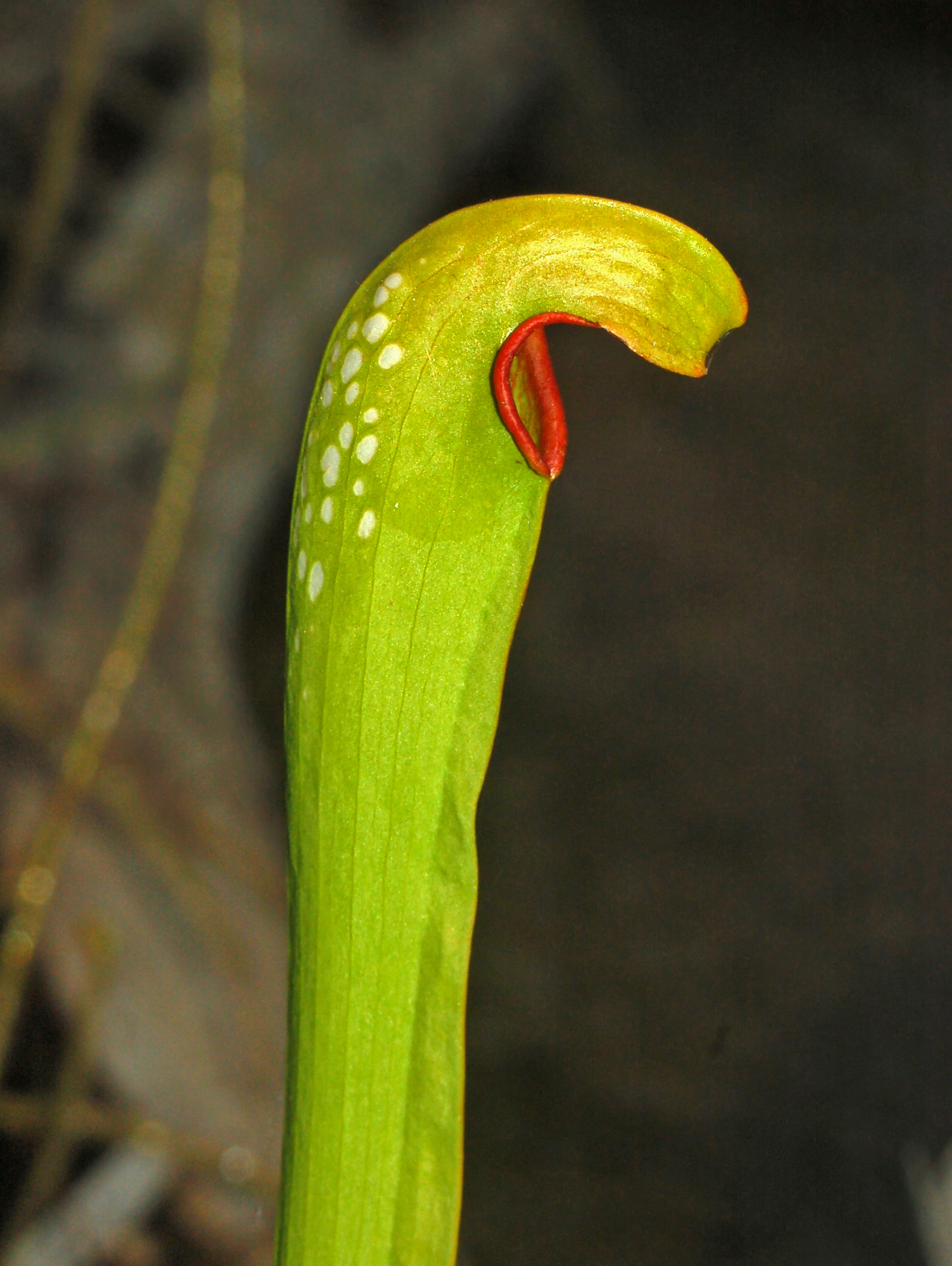
کوزه کوزه‌شیپوری کلاه‌دار درباغ گیاه‌شناسی در ویلا دیورازو پالاویسینی (Villa Durazzo-Pallavicini)، جنوآ
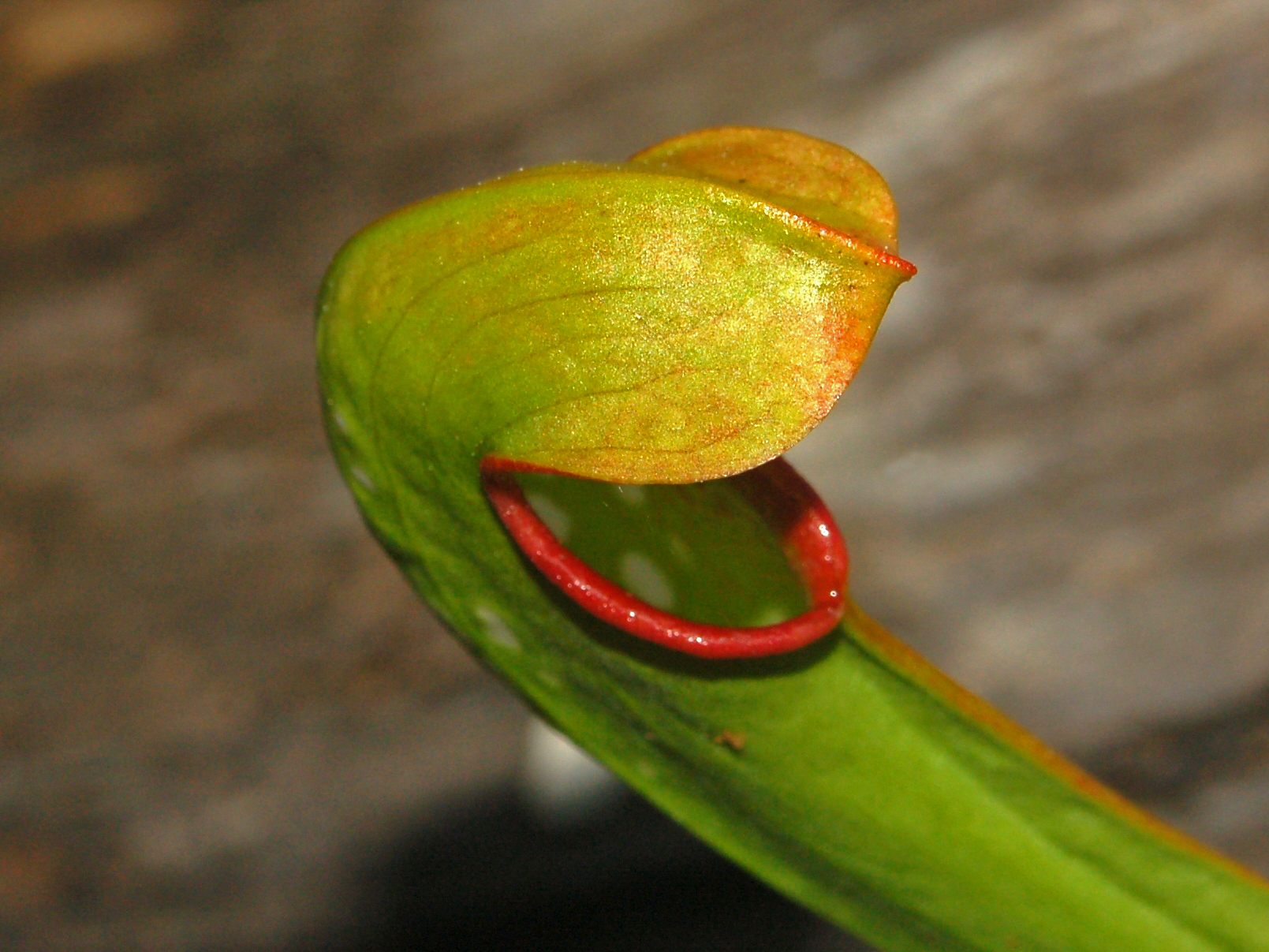
نمای نزدیک کوزه کوزه‌شیپوری کلاه‌دار